# 那珂川町コミュニティバス

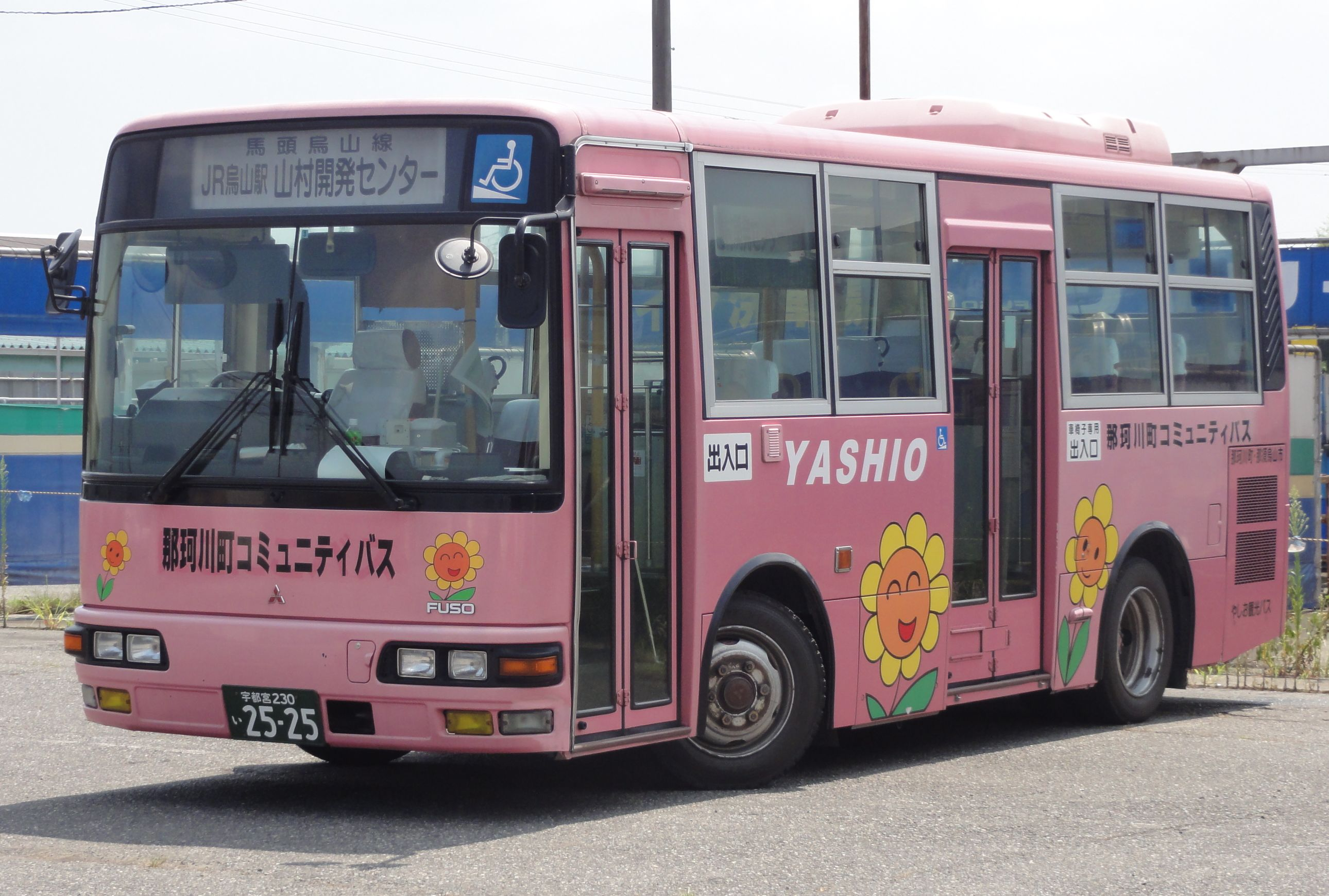
那珂川町コミュニティバス
三菱ふそう・エアロミディMJ

那珂川町コミュニティバス（なかがわまちコミュニティバス）は、栃木県那須郡那珂川町のコミュニティバス。運行開始以来委託先はやしお観光バスであったが、2024年10月より運行委託先が関東自動車（那須塩原営業所）に変更された。

## 現行路線
（[カッコ]は行先番号）

### 馬頭烏山線
- [G92]JR烏山駅 - 烏山高校前 - 大桶 - 小川仲町 - 馬頭高校前 - [G91]那珂川町役場

JRバス関東常野線の廃止代替バスとして、2011年4月5日から運行開始。那珂川町と那須烏山市の共同事業で「那珂川町コミュニティバス」として運行している。運転区間は常野線時代をほぼ踏襲しているが、馬頭側の終点はJRバス時代に回転場があった藤沢ではなく、馬頭市街地内にある山村開発センターとした。
2017年の那珂川町新庁舎竣工に伴って「山村開発センター」停留所が「那珂川町役場」に改称した。また、一部便が馬頭高校前を経由するようになった。2023年4月からは馬頭市街地内におけるルート変更並びに停留所の増設と、一部便のみ経由だった馬頭高校経由を全便に拡大した。

## 過去の路線
現在の那珂川町コミュニティバスとは別に、那珂川町では2011年3月31日までは那珂川町営バスを運行していた。